# Lekkoatletyka na Światowych Wojskowych Igrzyskach Sportowych 2019 – bieg na 200 m mężczyzn
Bieg na 200 metrów mężczyzn – jedna z konkurencji lekkoatletycznych rozegranych w dniach 23 - 24 października 2019 roku podczas 7. Światowych Wojskowych Igrzyskach Sportowych na kompleksie sportowym WH FRSC Stadium w Wuhanie.

## Terminarz
Konkurencja rozpoczęła się  23 października, eliminacjami o godzinie 9:55 (czasu miejscowego). Finał rozegrano 24 października o godz 19:45. 
| Harmonogram przebiegu konkurencji | Harmonogram przebiegu konkurencji | Harmonogram przebiegu konkurencji |
| Data                              | Godzina (UTC+08:00)               | Wydarzenie                        |
| --------------------------------- | --------------------------------- | --------------------------------- |
| 23 października 2019(dts)         | 9:55                              | Eliminacje – bieg nr 1            |
| 23 października 2019(dts)         | 10:00                             | Eliminacje – bieg nr 2            |
| 23 października 2019(dts)         | 10:05                             | Eliminacje – bieg nr 3            |
| 23 października 2019(dts)         | 10:10                             | Eliminacje – bieg nr 4            |
| 23 października 2019(dts)         | 10:15                             | Eliminacje – bieg nr 5            |
| 23 października 2019(dts)         | 10:20                             | Eliminacje – bieg nr 6            |
| 23 października 2019(dts)         | 20:10                             | Półfinał – 1                      |
| 23 października 2019(dts)         | 20:15                             | Półfinał – 2                      |
| 23 października 2019(dts)         | 20:20                             | Półfinał – 3                      |
| 24 października 2019(dts)         | 19:45                             | Finał                             |

## Rekordy
Tabela prezentuje rekord świata, a także rekord Igrzysk wojskowych (CSIM) przed rozpoczęciem mistrzostw.
|                                   | Zawodnik     | Wynik   | Miejsce        | Data                  |
| --------------------------------- | ------------ | ------- | -------------- | --------------------- |
| Rekord świata                     | Usain Bolt   | 19,19 s | Berlin         | 20 sierpnia 2009(dts) |
| Rekord Igrzyska wojskowych (CSIM) | Femi Ogunode | 20,46   | Rio de Janeiro | 21 lipca 2011(dts)    |

## Uczestnicy
Do zawodów zgłoszonych zostało 45 zawodników reprezentujących 30 państwa. 

- Algieria (1)
- Arabia Saudyjska (2)
- Bahrajn (2)
- Białoruś (1)
- Botswana (2)
- Brazylia (2)
- Czad (2)
- Dominikana (2)
- Finlandia (1)
- Francja (2)
- Gambia (1)
- Gujana (1)
- Iran (2)
- Kamerun (2)
- Kolumbia (1)
- Demokratyczna Republika Konga (1)
- Korea Południowa (2)
- Liban (2)
- Mjanma (1)
- Monako (1)
- Namibia (1)
- Oman (2)
- Polska (2)
- Sri Lanka (1)
- Szwajcaria (2)
- Tajlandia (1)
- Ukraina (1)
- Włochy (2)
- Wenezuela (1)
- Zimbabwe (1)

Jedno państwo mogło zgłosić do zawodów maksymalnie dwóch sprinterów. Sklasyfikowanych zostało 35 zawodników, zdyskwalifikowano dwóch oraz ośmiu nie stawiło się na starcie. Złoty medal zdobył Brazylijczyk Aldemir da Silva Junior, srebrny Ukrainiec Serhij Smełyk, a brązowy Dominikańczyk Yancarlos Martínez. W finale został zdyskwalifikowany Bahrajńczyk Yaqoob Salem Eid. Polska była reprezentowana przez Tymoteusza Zimnego (odpadł w półfinale) i Przemysława Waścińskiego (odpadł w eliminacjach).

## Medaliści
| Złoto                              | Srebro                  | Brąz                            |
| Aldemir da Silva Junior · Brazylia | Serhij Smełyk · Ukraina | Yancarlos Martínez · Dominikana |

## Wyniki

### Finał
| Pozycja | Tor | Zawodnik                  | Państwo          | Reakcja          | Czas         | Uwagi        |
| ------- | --- | ------------------------- | ---------------- | ---------------- | ------------ | ------------ |
| 01 !    | 7   | Aldemir da Silva Junior   | Brazylia         | 0,139            | 20,31        | [ 9 ]        |
| 02 !    | 8   | Serhij Smełyk             | Ukraina          | 0,147            | 20,58        |              |
| 03 !    | 5   | Yancarlos Martínez        | Dominikana       | 0,153            | 20,62        |              |
| 4       | 4   | Fahhad Mohammed al-Subaie | Arabia Saudyjska | 0,156            | 20,91        |              |
| 5       | 2   | Emmanuel Eseme            | Kamerun          | 0,133            | 21,10        |              |
| 6       | 9   | Noureddine Hadid          | Liban            | 0,169            | 21,10        |              |
| 7       | 3   | Saad Mubarak              | Bahrajn          | 0,173            | 21,14        |              |
| -       | 6   | Yaqoob Salem Eid          | Bahrajn          | DSQ 0 R162.7     | DSQ 0 R162.7 | DSQ 0 R162.7 |
|         |     |                           |                  | Wiatr: + 0,1 m/s |              |              |

Źródło: Wuhan